# Henry John Cambie
Henry John Cambie (25 de octubre de 1836, Tipperary, Irlanda – 23 de abril de 1928, Vancouver, Columbia Británica, Canadá) fue un ingeniero civil y una notable figura en la construcción del ferrocarril transcontinental. También fue un importante residente pionero de Vancouver.

## Legado
Los siguientes fueron nombrados en honor a Henry John Cambie:
- Cambie Street, una importante vía pública en dirección norte-sur en Vancouver, en la que se encuentra el Cambie Street Bridge.
- Cambie Road, una importante vía pública en dirección este-oeste en Richmond, Columbia Británica.
- H. J. Cambie Secondary School en Richmond.
- Cambie, una estación del Canadian Pacific Railway ubicada justo al noreste de Sicamous, Columbia Británica.